# HD 4208 b
HD 4208 ب هو كوكب خارج المجموعة الشمسية، اكتشفه فريق أبحاث كاليفورنيا وكارنيغي عن الجواكب باستخدام مرصد كيك. يعتقد أن له كتلة أقل من المشتري، على الرغم من أن كتلته الدنيا فقط هي المعلومة. يبلغ بعده المداري 1.67 وحدة فلكية وله انحراف مداري منخفض.

## وصلات خارجية
- "HD 4208". Exoplanets. مؤرشف من الأصل في 2020-04-15.